# 38-as busz (Tatabánya)
A tatabányai 38-as jelzésű autóbusz a Kertváros, végállomás és a Bányász körtér között közlekedik. A vonalakat a T-Busz Tatabányai Közlekedési Kft. üzemelteti.

## Története
A járatot 2020. március 16-án a koronavírus-járvány miatt bevezetett menetrend részeként indították el, a szünetelő 3-as és 8-as buszcsalád pótlása miatt.
A 2021. július 1.-i rendkívüli menetrend módosítása után az összes 38-as és 38G jelzésű busz érinti a Kertvárosi lakótelep nevű megállót, ezzel megszüntetve a 38L jelzésű járatot.
Az utasok tetszését elnyerte a 38-as buszcsalád, így az üzemeltető a járvány után is üzemelteti hétköznap esténként és hétvégente az előbb említett 3-as és 8-as buszcsalád összevonásaként. 

## Útvonala
| Bányász körtér felé | Kertváros, végállomás felé |
| --- | --- |
| Kertváros, végállomás vá. – Építők útja – Hadsereg utca – Szent György utca – Kertvárosi lakótelep, forduló – Szent György utca – Hadsereg utca – Alkotmány utca – Lapatári utca – Erdész utca – Réti utca – Dózsa György út – Győri út – Huba vezér utca – Komáromi utca – Fő tér – Mártírok útja – Ifjúság utca – Köztársaság útja – Összekötő út – Bláthy Ottó utca – Ady Endre utca – Mátyás király út – Aradi utca – Tatai út – Népház utca – Semmelweis utca – dr. Mohi Rezső utca – Bányász körtér vá. | Bányász körtér vá. – dr. Mohi Rezső utca – Semmelweis utca – Népház utca – Tatai út – Aradi utca – Mátyás király út – Ady Endre utca – Bláthy Ottó utca – Összekötő út – Köztársaság útja – Ifjúság utca – Mártírok útja – Fő tér – Komáromi utca – Töhötöm vezér utca – Győri út – Dózsa György út – Réti utca – Erdész utca – Lapatári utca – Alkotmány utca – Hadsereg utca – Szent György utca – Kertvárosi lakótelep, forduló – Szent György utca – Hadsereg utca – Építők útja – Kertváros, végállomás vá. |

## Megállóhelyei
Az átszállási kapcsolatok között a Vigadó úti betérést leszámítva azonos útvonalon közlekedő 38G busz nincs feltüntetve
| 0  | 0  | Kertváros, végállomás végállomás | 45 | 40 | 3, 3A, 3G, 3L, 4, 4E, 8, 8L, 8S, 9, 9D, 10, 18, 52, 53B, 54 |
| 1  | 1  | Kölcsey Ferenc utca              | 44 | 39 | 3, 3A, 3G, 3L, 4, 4E, 8, 8L, 8S, 9, 9D, 10, 18, 52, 53B, 54 |
| 2  | 2  | Bányász Művelődési Ház           | 43 | 38 | 3, 3A, 3G, 3L, 4, 4E, 8, 8L, 8S, 9, 9D, 10, 18, 52, 53B, 54 |
| 3  | 3  | Gerecse út                       | 42 | 37 | 3, 3A, 3G, 3L, 4, 4E, 8, 8L, 8S, 9, 9D, 10, 18, 52, 53B, 54 |
| 5  | 5  | Kertvárosi lakótelep forduló     | 40 | 35 | 3G, 3L, 8L, 10, 18 |
| 6  | 6  | Kertvárosi lakótelep             | 39 | 34 | 3G, 3L, 4, 4E, 8L, 9, 9D, 10, 18, 52I, 53, 53B, 53I, 54, 59B |
| 7  | 7  | Szent György utca                | 38 | 33 | 3G, 3L, 8L, 52I, 53I, 59B |
| 8  | 8  | Kertváros, alsó                  | 37 | 32 | 8, 8L, 8S, 10, 18 |
| 9  | 9  | Alkotmány utca                   | ∫  | ∫  | 8, 8L, 8S, 18 |
| ∫  | ∫  | Lapatári út                      | 35 | 30 | 3, 3A, 3G, 3L, 8, 8L, 8S, 10, 18, 52, 52I, 53, 53B, 53I, 59B |
| 11 | 11 | Mentőállomás                     | 34 | 29 | 8, 8L, 8S, 11, 18, 51B, 52, 52I, 59, 59B |
| 13 | 12 | Millennium lakópark              | 32 | 28 | 2, 8, 8L, 8S, 9D, 18, 26, 26R, 51B, 52, 52I, 59, 59B, 59I |
| 14 | 13 | Bánki Donát Iskola               | 31 | 27 | 2, 8, 8L, 8S, 9D, 18, 26, 26R, 51B, 52, 52I, 59, 59B, 59I |
| ∫  | ∫  | Kollégium                        | 30 | 25 | 1, 1G, 68, 8L, 8S, 9, 11, 16, 18, 50, 57, 59 |
| 16 | 15 | Kórház                           | 29 | 24 | 1, 1G, 6, 8, 8L, 8S, 9, 11, 16, 18, 50, 57, 59B 8402, 8403, 8419, 8441, 8442, 8443, 8444, 8460, 8462, 8464 1702, 1758, 1841, 1842, 1844, 1845, 1848, 1851, 1852 |
| 18 | 17 | Vasútállomás                     | ∫  | ∫  | 1, 1G, 2, 5, 5P, 9, 9D, 10, 15, 16, 18, 26, 26R, 50, 53I, 55, 57, 59B S10 G10 S12 IC, EC, EN, gyorsvonat, expresszvonat, |
| 19 | 18 | Vértes Center                    | 26 | 22 | 53I, 59B, 59I 770, 8400, 8401, 8402, 8403, 8406, 8410, 8421, 8422, 8423, 8432, 8435, 8436, 8437, 8441, 8444, 8460, 8462, 8464, 8471, 8472, 8479 1702, 1758, 1784, 1824, 1841, 1842, 1843, 1844, 1845, 1848, 1850, 1851, 1852 S10 G10 S12 IC, EC, EN, gyorsvonat, expresszvonat, |
| 21 | 20 | Piac tér                         | 24 | 21 | 2, 5P, 10, 11, 15, 55, 57 |
| 23 | 21 | Töhötöm vezér utca               | 22 | 19 | 2, 3, 3A, 3G, 3L, 5P, 10, 11, 15, 53, 53B, 53I, 57 |
| 24 | 22 | Lehel tér                        | 21 | 18 | 2, 3, 3A, 3G, 3L, 53, 53B, 53I, 57 |
| 25 | 23 | Ond vezér tér                    | 20 | 17 | 2, 3, 3A, 3G, 3L, 53, 53B, 53I, 57 |
| 26 | 24 | Fő tér                           | 19 | 16 | 2, 3, 3A, 3G, 3L, 6, 9, 9D, 10, 16, 53, 53B, 57, 59B, 59I, 70 8443 |
| 27 | 25 | Mártírok útja                    | 18 | 15 | 2, 3, 3A, 3G, 3L, 6, 9, 9D, 10, 16, 53, 53B, 57, 59B, 59I, 70 8443 |
| 29 | 26 | Ifjúság út                       | 16 | 14 | 2, 3, 3A, 3G, 3L, 6, 9, 9D, 10, 16, 52, 52I, 53, 53B, 57, 59B, 59I, 70 8443 |
| 30 | 28 | Kodály Zoltán Iskola             | 14 | 12 | 5, 5P, 6, 8, 8L, 10, 15, 16, 18, 53B, 53I, 55, 57, 59B 8406, 8410, 8419, 8421, 8422, 8423, 8432, 8435, 8436, 8437, 8442, 8443, 8471 1784 |
| 33 | 30 | Tesco                            | 12 | 10 | 8, 8L, 8S, 9, 9D, 18, 53B, 57, 59, 59I |
| 34 | 31 | Ady Endre utca                   | 11 | 9  | 3A, 8, 8L, 8S, 9, 9D, 18, 53B, 57, 59, 59I |
| 36 | 33 | Mátyás király út                 | 9  | 8  | 3A, 8, 8L, 8S, 9, 9D, 18, 53B, 57, 59, 59I |
| 37 | 34 | Alsógalla, vasúti megállóhely    | 8  | 7  | 3A, 8, 8L, 8S, 9, 9D, 18, 53B, 57, 59, 59I |
| 39 | 35 | Hármashíd                        | 6  | 5  | 3, 3A, 3G, 3L, 8, 8L, 8S, 10, 18, 53B 8406, 8410, 8421, 8422, 8423 |
| 40 | 36 | Vértanúk tere                    | 5  | 4  | 3, 3A, 3G, 3L, 5, 5P, 8, 8L, 8S, 10, 18, 53B, 59B 8406, 8410, 8421, 8422, 8423, 8435, 8437, 8471 |
| 40 | 37 | Népház                           | 4  | 3  | 3, 3A, 3G, 3L, 5, 5P, 8, 8L, 8S, 10, 18, 53B, 59B |
| 43 | 38 | Gőzfürdő                         | 2  | 2  | 1, 1G, 3, 3A, 3G, 3L, 4, 4E, 6, 8, 8L, 8S, 11, 16, 18, 51, 51B, 53B 8435, 8436 |
| 44 | 39 | Újtemető                         | 1  | 1  | 1, 1G, 3, 3A, 3G, 3L, 4, 4E, 6, 8, 8L, 8S, 11, 16, 18, 51, 51B, 53B |
| 45 | 40 | Bányász körtér végállomás        | 0  | 0  | 1, 3, 3A, 3G, 3L, 4, 4E, 6, 8, 8L, 8S, 11, 16, 18, 36, 51, 51B, 53B 8432, 8435, 8436, 8443 |